# Robert Kendrick
Robert Bradley Kendrick (Fresno, 15 novembre 1979) è un ex tennista statunitense.

## Carriera
Inizia la sua carriera nel circuito professionistico nel 1999. Il suo massimo risultato nel ranking ATP è stata la sessantanovesima posizione ottenuta il 20 luglio 2009. Nei tornei dello Slam è riuscito ad avanzare fino ai quarti di finale durante gli US Open 2007 in coppia con il connazionale Sam Querrey.

## Statistiche

### Singolare
| Legenda                                                       |
| Grande Slam (0)                                               |
| Tennis Masters Cup / ATP World Tour Finals (0)                |
| Masters Series / ATP World Tour Master 1000 (0)               |
| ATP International Series Gold / ATP World Tour 500 Series (0) |
| ATP International Series / ATP World Tour 250 Series (0)      |
| Challenger (10)                                               |

| Numero | Data              | Torneo          | Superficie  | Avversario in finale | Punteggio     |
| 1.     | 23 settembre 2002 | Tulsa           | Cemento     | Daniel Melo          | 6–3, 6–3      |
| 2.     | 4 ottobre 2004    | Austin          | Cemento     | Wesley Whitehouse    | 7–5, 6–7, 6–2 |
| 3.     | 15 maggio 2006    | Forest Hills    | Terra verde | Cecil Mamiit         | 6–2, 6–2      |
| 4.     | 20 novembre 2006  | Puebla          | Cemento     | Leonardo Mayer       | 7–5, 6–4      |
| 5.     | 5 febbraio 2007   | Dallas          | Cemento     | Benedikt Dorsch      | 6–3, 6–4      |
| 6.     | 15 ottobre 2007   | Calabasas       | Cemento     | Donald Young         | 3–6, 7–6, 6–4 |
| 7.     | 19 novembre 2007  | Knoxville       | Cemento     | Kevin Kim            | 3–6, 6–2, 6–4 |
| 8.     | 27 ottobre 2008   | Louisville      | Cemento     | Donald Young         | 6–1, 6–1      |
| 9.     | 1º novembre 2008  | Nashville       | Cemento     | Somdev Devvarman     | 6–3, 7–5      |
| 10.    | 7 novembre 2010   | Charlottesville | Cemento     | Michael Shabaz       | 6–2, 6–3      |